# Pikku Isterinjärvi
Pikku Isterinjärvi är en sjö i kommunen Uleåborg i landskapet Norra Österbotten i Finland. Arean är 31 hektar och strandlinjen är 2,79 kilometer lång.  Den  ingår i Ijo älvs huvudavrinningsområde.  Sjön ligger omkring 55 kilometer nordöst om Uleåborg och omkring 580 kilometer norr om Helsingfors. 
I sjön finns ön Aittasaari. 